# Lewis-passet
Lewis-passet er et bjergpas på Sydøen i New Zealand. Passet er det nordligste af de tre hovedpas over de sydlige alper. Det er højere end Haast-passet og lidt lavere end Arthurs pas.
State Highway 7 krydser passet gennem omfattende umodificeret bøgeskov på sin rute mellem det nordlige Canterbury og West Coast. Vejen åbnede officielt lørdag den 30. oktober 1937 og havde en regulær busrute, indtil InterCitys service blev erstattet af en sæsonbestemt shuttle.
Passet er sadlen mellem Maruia-flodens dale mod nordvest og Lewis-floden mod sydøst. Sadlen er placeret tæt på den lille spa Maruia Springs.
Lewis-passet er opkaldt efter Henry Lewis, der sammen med Christopher Maling var den første europæer, der opdagede passet i april 1860, mens han arbejdede som landmåler for Nelson-provinsens afdeling for landmåling. Før dette tidspunkt blev passet brugt af Ngāi Tahu-maorier fra Canterbury til at transportere pounamu (grønsten) fra vestkysten.
Området omkring passet er et beskyttet nationalreservat, der omfatter en række vandreruter, herunder St James Walkway. Den korte Alpine Nature Walk-rundtur omkring et alpint vådområde og en bjergsø kan tilgås fra en parkeringsplads nær sadlen.